# Северанс, Джоан
Джоан Северанс (англ. Joan Severance, род. 23 декабря 1958, Хьюстон) — американская актриса и продюсер, в прошлом — фотомодель.

## Ранние годы
Северанс родилась в Хьюстоне, Техас, в семье Марты и Джона К. Северанс. Её отец был системным менеджером IBM, которому приходилось часто переезжать по всему миру. «К тому времени, когда мне было 11 лет, — говорит Северенс, — мы жили в 12 разных местах». Её семья и она сама также жили в Ливии, но в 1967 году были вынуждены покинуть страну из-за Шестидневной войны. Они покинули Ближний Восток и вернулись в США, поселившись в Хьюстоне.
Северанс училась в средней школе Вестбери, а в 15 лет начала работать моделью, чтобы заработать деньги на колледж. Хотя она надеялась стать ветеринаром, стоимость обучения была ей не по карману. После участия в конкурсе красоты «Мисс Хьюстон» её обнаружил Алан Мартин, местный фотограф в Хьюстоне, который познакомил её с Джоном Касабланкасом. Касабланкас подписал с ней контракт в модельное агентство Elite и отправил её на съемки в Париж. В это время она встретила своего будущего мужа, модель Эрика Милана.

## Карьера

### Модельная карьера
В 1973 году для того, чтобы заработать деньги на учёбу, Джоан начала подрабатывать манекенщицей. Участвовала в конкурсе красоты «Мисс Хьюстон» 1974 года, где её заметил Джон Касабланкас, владелец модельного агентства «Элит», и уже в начале 1975 года она улетела в Париж. Джоан стала довольно успешной моделью. Она снималась в рекламе таких марок, как «Шанель» и «Версаче», появлялась на обложках всех модных журналов.
В конце 1970-х годов Джоан вернулась в Нью-Йорк, где продолжила сниматься в рекламе. Она была лицом таких известных брендов, как "Windsong perfume, Breck shampoo, Clairol, «Л’Ореаль», «Ревлон» и «Мэйбелин».

### Кинокарьера
В середине 1980-х годов Джоан начали приглашать на роли в кино. Её актёрским дебютом стали съёмки в фильме 1987 года «Смертельное оружие», где она сыграла одну из эпизодических ролей. После этого она играла, в основном, роковых красоток, появлявшихся в тех или иных фильмах категории «B». Российскому зрителю она более всего известна по роли роковой красотки Ив в фильме 1989 года «Ничего не вижу, ничего не слышу».
В 1988 году Джоан снялась в видеоклипе «Rhythm of Love» группы Scorpions.
В 1990 году Джоан снялась для американского издания журнала Playboy. Её фотосессия вышла в январском номере, также её фотография была помещена на обложке.
В 1990-х годах Джоан продолжила играть в низкобюджетных фильмах и телесериалах. Наивысшими её достижениями можно считать роли в фильме «Птичка на проводе» 1990 года, эротической драме «Лесное озеро» Залмана Кинга, вышедшем в 1993 году, где она сыграла вместе с Билли Зейном, а также триллере «Расплата» 1995 года.
Также Джоан начала сниматься в телесериалах, где достигла определённого успеха. Она снялась в эпизоде сериала «Дневники Красной Туфельки» вместе с Дэвидом Духовны. В 1993 году она появилась в нескольких эпизодах сериала «Закон Лос-Анджелеса», а в 1995 году — в успешном телефильме «Чёрный скорпион».
В 1997 года она выступила не только в качестве актрисы, но и сопродюсера фильма «Чёрный скорпион II». Также она стала сопродюсером драмы Аарона Спеллинга «Дело доверия» и сыграла одну из главных ролей в его телесериале «Корабль любви. Новая волна».
В начале двухтысячных снялась в эпизоде телесериала «C.S.I.: Место преступления Майами». В настоящее время продолжает сниматься в телесериалах и невысокобюджетных кинофильмах.

### Другая деятельность
В 1977 году Джоан получила степень бакалавра по специальности «Гомеопатия». Позже она приобрела специальность — «врач-гомеопат».
В конце 1990-х годов Джоан открыла в Нью-Йорке ресторан, после того, как обучалась в школе Роже Верже на юге Франции. Некоторое время она сама работала в нём шеф-поваром. Чуть позже в Нью-Йорке Джоан открывает консалтинговую компанию, оказывающую различные услуги владельцам ресторанного бизнеса. Также Джоан является хозяйкой курсов актёрского и модельного мастерства в Нью-Йорке, на которых иногда даёт уроки мастерства её подруга — Линда Евангелиста.
Также Джоан пишет, режиссирует и продюсирует пьесы и сценарии, как для начинающих актёров, так и для телесериалов. Ещё одним бизнесом Джоан, которым она занялась в последние годы, является скупка, ремонт и продажа домов, поскольку ей нравится заниматься дизайном.

## Личная жизнь
В 1977 году она вышла замуж за Эрика Милана, работавшего фотомоделью агентства «Элит». Пара развелась в 1984 году. В настоящее время актриса живёт в гражданском браке с Ромом Гемаром.

## Фильмография
| Год       |    | Русское название                          | Оригинальное название                        | Роль                             |
| --------- | -- | ----------------------------------------- | -------------------------------------------- | -------------------------------- |
| 1979      | с  | ABC Специально после школы                | ABC Afterschool Specials                     | актриса, выходящая из лимузина   |
| 1987      | ф  | Смертельное оружие                        | Lethal Weapon                                | девушка в черном комбинезоне     |
| 1987      | с  | Детектив Майк Хаммер                      | Mike Hammer                                  | Полин                            |
| 1988      | с  | Умник                                     | Wiseguy                                      | Сьюзан Профитт                   |
| 1988      | с  | Макс Хедрум                               | Max Headroom                                 | девушка из галлюцинаций Зик-Зака |
| 1989      | ф  | Ничего не вижу, ничего не слышу           | See No Evil, Hear No Evil                    | Ив                               |
| 1989      | ф  | Все захваты разрешены                     | No Holds Barred                              | Саманта Мур                      |
| 1989      | ф  | Это пари стоит выиграть                   | Worth Winning                                | Лизбет                           |
| 1989      | с  | Автостопщик                               | The Hitchhiker                               | Джейн Эмбергрис / Холли          |
| 1989      | с  | Закон Мерфи                               | Murphy's Law                                 | Алекс Кавач                      |
| 1990      | ф  | Птичка на проводе                         | Bird on a Wire                               | Рэйчел Варни                     |
| 1991      | с  | Звонящий в полночь                        | Midnight Caller                              | Норма Чивер                      |
| 1991      | тф | Пара тузов в запасе: Покерная тройка      | Another Pair of Aces: Three of a Kind        | Сьюзан Дейвис                    |
| 1991      | с  | —                                         | Good Sports                                  | Рэнди                            |
| 1991      | ф  | Камень викингов                           | The Runestone                                | Марла Стюарт                     |
| 1991      | ф  | —                                         | Write to Kill                                | Белль Уошбёрн                    |
| 1992      | ф  | Преступные намерения                      | Illicit Behavior                             | Мелисса Ярнелл                   |
| 1992      | ф  | Почти беременна                           | Almost Pregnant                              | Морин Мэллори                    |
| 1992      | с  | Дневники Красной Туфельки                 | Red Shoe Diaries                             | женщина                          |
| 1992      | с  | Байки из склепа                           | Tales from the Crypt                         | Рона                             |
| 1992      | тф | По заслугам                               | Just Deserts                                 | Либби Синклер                    |
| 1993      | тф | Лесное озеро                              | Lake Consequence                             | Ирен                             |
| 1993      | с  | Джонни Бэго                               | Johnny Bago                                  | Рене Хаббертстон                 |
| 1993      | с  | Закон Лос-Анджелеса                       | L.A. Law                                     | Лорен Чейз                       |
| 1994      | ф  | Преступная страсть                        | Criminal Passion                             | Мелани Хадсон                    |
| 1995      | ф  | Расплата                                  | Payback                                      | Роуз Гуллерман                   |
| 1995      | ф  | Признавшимся — смерть                     | Dangerous Indiscretion                       | Кэролайн Эверетт                 |
| 1995      | ф  | Прямая улика                              | Hard Evidence                                | Мэдлин Тернер                    |
| 1995      | ф  | Чёрный скорпион                           | Black Scorpion                               | Дарси Уолкер, Чёрный скорпион    |
| 1996      | тф | Человек, который много летал              | Frequent Flyer                               | Элисон Роулингс                  |
| 1996      | ф  | Краткое содержание убийства               | Profile for Murder                           | доктор Ханна Кэррас              |
| 1996      | ф  | Черный скорпион 2: В эпицентре взрыва     | Black Scorpion II: Aftershock                | Дарси Уолкер, Чёрный скорпион    |
| 1997      | с  | Профайлер                                 | Profiler                                     | Кристин Логан                    |
| 1997      | ф  | В объятьях зла                            | In Dark Places                               | Шапелль                          |
| 1998      | ф  | Криминал                                  | Matter of Trust                              | Тереза Марш                      |
| 1998      | тф | История Памелы Хэрримен                   | Life of the Party: The Pamela Harriman Story | Пейли                            |
| 1998—1999 | с  | Корабль любви. Новая волна                | Love Boat: The Next Wave                     | Камилл Хантер                    |
| 1999      | ф  | Последнее соблазнение 2                   | The Last Seduction II                        | Бриджит Грегори                  |
| 2001      | ф  | Причина смерти                            | Cause of Death                               | Анджела Картер                   |
| 2003      | тф | Таинственная женщина                      | Mystery Woman                                | Мэри Стеннинг                    |
| 2003      | с  | Шпионки                                   | She Spies                                    | Лорен Дрейк                      |
| 2004      | с  | Холм одного дерева                        | One Tree Hill                                | Синтия Прайс                     |
| 2005      | с  | C.S.I.: Место преступления Майами         | CSI: Miami                                   | Софи Таунсенд                    |
| 2005      | ф  | —                                         | Taylor                                       | Ли                               |
| 2006      | ф  | Роковой инстинкт                          | Last Sunset                                  | Лиза / жена                      |
| 2006—2007 | с  | Нечестные жестокие игры                   | Wicked Wicked Games                          | Анна Уитман                      |
| 2007      | ф  | Ребёнок Сатаны                            | Born                                         | доктор Саммаел                   |
| 2012      | ф  | Акулонепроницаемый                        | Sharkproof                                   | Конни Кребс                      |
| 2013      | с  | Американская история ужасов: Психбольница | American Horror Story: Asylum                | Мэрион                           |
| 2013      | с  | Мастера секса                             | Masters of Sex                               | Леона                            |
| 2016      | ф  | Случайный контакт                         | Accidental Engagement                        | Сэнди Байерс                     |
| 2016      | ф  | —                                         | The Wandering Day                            | Элизабет Ахелис                  |
| 2016      | с  | Морская полиция: Лос-Анджелес             | NCIS: Los-Angeles                            | Мэри Рейнольдс                   |